# جون إس. واتسون
جون إس. واتسون (بالإنجليزية: John S. Watson)‏ هو سياسي أمريكي، ولد في 14 أغسطس 1924، وتوفي في 15 يونيو 1996. حزبياً، نشط في الحزب الديمقراطي. وقد انتخب عضو جمعية نيوجيرسي العامة.